# Mitad monjes, mitad soldados
Mitad monjes, mitad soldados: el Sodalitium Christianae Vitae por dentro es un libro del escritor Pedro Salinas con la colaboración de la periodista Paola Ugaz publicado en 2015 en Lima, Perú.  El libro es el resultado de una investigación de cinco años que llevaron a cabo los autores y que recoge los testimonios sobre los abusos sexuales físicos y psicológicos perpetrados por el Sodalicio de Vida Cristiana (SVC), una sociedad de vida apostólica fundada en Lima por Luis Fernando Figari el 8 de diciembre de 1971.
Tras la publicación de Mitad monjes, mitad soldados, tanto Salinas como Ugaz fueron objeto de un acoso constante que incluyó portadas en periódicos de extrema derecha, amenazas por teléfono y correo electrónico, así como intentos de involucrarlos en procesos judiciales.
En el un libro posterior del autor, titulado El caso Sodalicio (2017), se desarrollan los argumentos de que parte de los directores espirituales de la organización fue la de crear un sistema de abusos físicos, psicológicos y sexuales, y denunció al obispo José Antonio Eguren de ser el personaje clave de una trama de tráfico de tierras realizas en la región de Piura, al norte del país.

## Contenido
Pedro Salinas, exmiembro del Sodalicio, entrevistó a otros 30 exmiembros de la organización católica. Los entrevistados, algunos de los cuales eran menores de edad cuando se incorporaron al grupo y se trasladaron a una de sus casas de formación, recordaron el ejercicio físico de estilo militar y la separación de familiares y amigos. Algunos dijeron que los directores espirituales les habían ordenado que se desnudaran y luego las tocaron, y hubo varios relatos de violaciones. Uno de los acusados por los entrevistados fue el fundador de la organización, Luis Fernando Figari.

### Ediciones
La primera edición editada por Editorial Planeta se presentó el 22 de octubre de 2015 en el auditorio del Lugar de la Memoria (LUM) en Lima. El 2016 se publicó la segunda edición por la misma editorial.

## Impactos
A finales de julio de 2023, el papa Francisco envió una misión especial para investigar los abusos del Sodalicio de Vida Cristiana conformada por los monseñores Charles Scicluna y Jordi Bertomeu a Perú. A partir de esa misión, se ha expulsado al fundador Luis Fernando Figari y a otros diez miembros de la organización Sodalicio. Asimismo, el sacerdote José Antonio Eguren solicitó su renuncia al cargo al papa Francisco, renuncia que fuera aceptada inmediatamente y publicada en el boletín del vaticano el 2 de abril de 2024.

### Reconocimientos
En 2021 Paola Ugaz recibió el premio Courage in Journalism otorgado por la International Women’s Media Foundation (IWMF). En total, atendió 12 denuncias penales formales ante las autoridades judiciales y fiscales peruanas por difamación relacionada con su trabajo periodístico, y recibió casi un centenar de cartas notariadas amenazando con emprender acciones legales.

### Recepción
En la comunidad virtual de lectores Goodreads, ha obtenido una puntuación de 4,05 sobre 5 basada en 195 evaluaciones.